# Alice Pîrșu
Alice Pîrșu (n. 16 mai 1979, București, România) este o fostă jucătoare profesionistă de tenis din România.

## Biografie
Născută la București, Pîrșu a concurat în turneul profesionist în anii 1990. Ca junioară, ea a fost în top 24 și a ajuns în turul doi la Wimbledon.
A debutat în circuitul ITF în 1994 și a câștigat cel mai important titlu la Atena în 1997, învingând-o pe Evghenia Kulikovskaia în finala unui turneu de 25.000 de dolari. Ea a jucat cinci meciuri la simplu și cinci meciuri la dublu pentru echipa României de Fed Cup în 1997 și 1998, într-un total de șapte partide interțări. În 1998, ultimul ei an în turneu, ea a ajuns pe locul 200, ceea ce reprezintă poziția sa cea mai înaltă în clasamentul mondial.
Pîrșu a părăsit circuitul de tenis profesionist pentru a urma studii la Universitatea din Pennsylvania. În timp ce studia pentru a obține o diplomă în economie, a fost co-căpitan al echipei de tenis a Universității Penn Quakers⁠(d), câștigând premiul Ivy League Player of the Year în 2002 și 2003. Ea a ajuns în sferturile 2003 NCAA Division I Women's Tennis⁠(d), devenind primul jucător Quakers care a realizat această performanță.
Locuiește acum la New York și conduce o companie de design interior din Pelham.

## Finale ITF

### Simplu (1–3)
| Legenda            |
| ------------------ |
| Turnee de 25.000 $ |
| Turnee de 10.000 $ |

| Rezultatul   | Nr. | Data               | Turneu                 | Suprafață      | Adversară             | Scor          |
| ------------ | --- | ------------------ | ---------------------- | -------------- | --------------------- | ------------- |
| Câștigătoare | 1.  | 31 august 1997     | ITF Atena, Grecia      | Zgură          | Evghenia Kulikovskaia | 4–6, 7–5, 6–3 |
| Finalistă    | 2.  | 7 septembrie 1997  | ITF Cluj, România      | Zgură          | Desislava Topalova    | 3–6, 7–5, 3–6 |
| Finalistă    | 3.  | 12 octombrie 1997  | ITF Salonic, Grecia    | Suprafață dură | Antoaneta Pandjerova  | 2–6, 2–6      |
| Finalistă    | 4.  | 20 septembrie 1998 | ITF Constanta, România | Zgură          | Anna Zaporojanova     | 6–7, 1–6      |

### Dublu (1-6)
| Rezultatul   | Nu. | Data               | Turneu                   | Suprafață      | Parteneră           | Adversare                             | Scor             |
| ------------ | --- | ------------------ | ------------------------ | -------------- | ------------------- | ------------------------------------- | ---------------- |
| Finalistă    | 1.  | 7 august 1995      | ITF Istanbul, Turcia     | Suprafață dură | Raluca Sandu        | Gülberk Gültekin Selin Nassi Tekikbas | 2–6, 2–6         |
| Câștigătoare | 2.  | 24 iunie 1996      | ITF Maribor, Slovenia    | Zgură          | Alida Gallovits     | Kira Nagy Andrea Nosz                 | 6–4, 7–5         |
| Finalistă    | 3.  | 18 August 1996     | ITF Istanbul, Turcia     | Suprafață dură | Khoo Chin-bee       | İpek Șenoğlu Desislava Topalova       | 1–6, 4–6         |
| Finalistă    | 4.  | 28 iulie 1997      | ITF Horb, Germania       | Zgură          | Magda Mihalache     | Iulia Abe Renee Reid                  | 3–6, 3–6         |
| Finalistă    | 5.  | 1 septembrie 1997  | ITF Cluj-Napoca, România | Zgură          | Magda Mihalache     | Olga Vymetálková Blanka Kumbárová     | 6–7(3), 6–4, 4–6 |
| Finalistă    | 6.  | 6 aprilie 1998     | ITF Atena, Grecia        | Zgură          | Andreea Ehritt-Vanc | Alice Canepa Tatiana Garbin           | 7–5, 2–6, 4–6    |
| Finalistă    | 7.  | 14 septembrie 1998 | ITF Constanta, România   | Suprafață dură | Nino Louarsabișvili | Debby Haak Jolanda Mens               | 3–6, 6–7(5)      |